# Cikande (Cilebar)
Cikande is een bestuurslaag in het regentschap Karawang van de provincie West-Java, Indonesië. Cikande telt 3345 inwoners (volkstelling 2010).